# Парламентарна скупштина Медитерана
Парламентарна скупштина Медитерана (Parliamentary Assembly of the Mediterranean) је проистекла из серије конференција о безбедности и сарадњи у Медитерану, у организацији Интер-парламентарне уније, почевши од 1991. године, када је организована прва од четири конференције на ту тему. Циљ процеса је био да развије свеобухватну регионалну политику, културни дијалог, партнерство, уравнотежени раст, подстичући укључивање свих земаља из региона, како на међупарламентарном, тако и на међувладином нивоу. Процес сарадње који је прерастао у парламентарну скупштину.
Пленарно заседање Скупштине одржава се једном годишње, а једном годишње заседају и три стална одбора.
Србија је пуноправни члан од оснивања, 2006. године.